# Steirische Rauhhaarbracke
Die Steirische Rauhhaarbracke ist eine von der FCI anerkannte Hunderasse aus Österreich (FCI-Gruppe 6, Sektion 1.2, Standard Nr. 62).

## Herkunft und Geschichtliches
Carl Peintinger, Gewerke (Industrieller) aus Vordernberg in der Steiermark, begann 1870 die Zucht der Steirischen Rauhhaarbracke mit der Hannoverschen Schweißhündin Hela I und einem Rauhhaarigen Istrianer Brackenrüden.
Die Steirische Rauhhaarbracke ist eng verwandt mit der Tiroler Bracke, der Brandlbracke, dem slowakischen Kopov, dem Bayerischen Gebirgsschweißhund und allen Bracken des südeuropäischen Raums.

## Beschreibung
Die Steirische Rauhhaarbracke ist ein bis 53 cm großer hirschroter bis fahlgelber Jagdhund. Das Rauhhaar ist nicht zottig, aber glanzlos, hart und grob. Die Behaarung der Hunde am Kopf ist kürzer als am übrigen Körper und bildet einen Schnurrbart. Die Ohren sind mittellang, hoch angesetzt, unten abgerundet, glatt herabhängend.
Die „Steirische“ oder „Peintinger“ gilt als wetterunempfindlich und genügsam, was vor allem in Hochgebirge und Wald nützlich ist. Die Rauhhaarbracke ist ein passionierter Jagdhund, der mit lautem und lockerem Bellen, in der Jägersprache Hals genannt, auch im schwierigen Gelände dem Wild folgen kann.
In Deutschland wird die Rasse vom Deutschen Brackenverein betreut. In Österreich und der Schweiz wird sie vom Österreichischen Brackenverein betreut.